# Tanum (comuna)
Tanum (em sueco: Tanums kommun; pronúncia /ˈtânːɵm/;  ouça a pronúncia) é uma comuna da Suécia, pertencente ao condado da Västra Götaland. Está localizada no norte da provincia da Bohuslän, na margem oriental do estreito de Escagerraque.
Sua capital é a cidade de Tanumshede. Possui 917 quilômetros quadrados e segundo censo de 2018, havia 12 873 residentes.

## Património histórico, cultural e turístico
- Gravuras Rupestres de Tanum (Hällristningarna i Tanum) - Patrimônio Mundial da UNESCO na Suécia
- Kynnefjäll - Montanha
- Väderöarna - Arquipélago de rochedos a oeste da localidade de Fjällbacka